# Chamosita
La chamosita es un mineral de la clase de los filosilicatos, del llamado "grupo de la clorita".

## Historia
La chamosita fue descubierta en 1820 por Pierre Berthier, mineralogista e ingeniero de minas de Nemours, Francia. El nuevo mineral fue encontrado en un yacimiento de hierro en un área de metamorfismo de grado bajo a medio. La temprana chamosita (que eran cloritas) agitó cierta controversia después de que se descubriera que tenía la estructura del caolín en lugar de la de la clorita. Pero estudios adicionales probaron que la chamosita aparecía en gran parte con otro filosilicato llamado berthierina (que tiene una estructura de tipo caolín) que era bastante difícil de distinguir de las chamositas. La chamosita lleva el nombre del municipio de Chamoson, entre Sion y Martigny, en el cantón de Valais, Suiza.

## Características químicas
Es el análogo con hierro(II) de clinocloro, siendo ambos los extremos de una serie de solución sólida en la que se va sustituyendo el magnesio por hierro. Un politipo para la chamosita es la ortochamosita, que cristaliza en sistema ortorrómbico.
Además de los elementos que componen su fórmula, suele tener como impurezas dándole distintas tonalidades las siguientes: manganeso, calcio, sodio y potasio.

## Formación y yacimientos
Suele aparecer en los yacimientos de minerales del hierro que han sido sometidos a metamorfismo.